# 202 км (зупинний пункт, Придніпровська залізниця)
202 кіломе́тр — зупинний пункт Запорізької дирекції Придніпровської залізниці на лінії Запоріжжя II — Пологи між станціями Кирпотине (3 км) та Лежине (6 км).
Розташований у Запорізькому районі Запорізької області між станціями Лежине (6 км) та Кирпотине (3 км) поблизу села Новостепнянське. Поруч проходить автомобільна дорога Н08.
На зупинному пункті 202 км зупиняються потяги приміського сполучення напрямку Запоріжжя — Пологи — Бердянськ.